# Хиженський заказник
Хиженський заказник — гідрологічний заказник місцевого значення. Об'єкт розташований на території Лисянського району Черкаської області, село Хиженці.
Площа — 6,9 га, статус отриманий у 1979 році.